# Estación de Coruche
La Estación Ferroviaria de Coruche, igualmente conocida como Estación de Coruche, es una plataforma ferroviaria de la Línea de Vendas Novas, que sirve a la localidad de Coruche, en el Distrito de Santarém, en Portugal.

## Descripción

### Localización y accesos
Esta plataforma se encuentra junto a la población de Coruche, teniendo acceso por la travesía de la Estación Ferroviaria, en la Ruta Nacional 114-3.

### Vías de circulación y plataformas
En enero de 2011, disponía de dos vías de circulación, con 508 y 468 metros de longitud, y dos plataformas, que tenían 15 y 25 centímetros de altura, y 84 y 40 metros de extensión.

## Historia
En abril de 1903, la estación estaba casi construida, estando las obras bastante avanzadas en agosto, y la vía ya asentada. La estación fue solemnemente inaugurada en el mismo mes, aunque la línea no fuese abierta a la explotación hasta el 15 de enero de 1904.